# プラハ放送交響楽団
プラハ放送交響楽団（チェコ語: Symfonický orchestr Českého rozhlasu, 英語: Prague Radio Symphony Orchestra）は、プラハを本拠に活動するチェコのオーケストラ。チェコ・フィルハーモニー管弦楽団、プラハ交響楽団と共に「チェコ三大オーケストラ」の一つとして数えられている。

## 略歴
チェコスロバキア国営放送が開局してから3年経過した1926年に同放送の専属オーケストラとして発足。自国の作品を初めとして次第にレパートリーを広げ、1930年代にプラハで開催された国際現代音楽祭にヘルマン・シェルヘンの指揮の下で出演したことで一躍脚光を浴びる。
これまでにシャルル・ミュンシュ、フランツ・コンヴィチュニー、ヴァーツラフ・ターリヒ、ゲンナジー・ロジェストヴェンスキー等の著名な指揮者を客演のため迎え入れたり、またセルゲイ・プロコフィエフ、オットリーノ・レスピーギ、アルテュール・オネゲル、アラム・ハチャトゥリアン、クシシュトフ・ペンデレツキ等といった著名な作曲家が自ら当楽団を指揮して自作の演奏を行うこともあった。
1998年には初のアメリカ・ツアーを実施、自国外ではアメリカの他にも日本、韓国、スイス、ドイツ、オーストリア、クロアチア、ギリシャ、イタリア、フランス、イギリス等で公演を行ってきている。
なお、過去に当楽団を客演指揮した日本人指揮者には、北原幸男、武藤英明、川本貢司などがいる。

## 歴代首席（常任）指揮者
- オタカル・イェレミヤシュ（1929年-1945年）
- カレル・アンチェル（1947年-1950年）
- アロイス・クリマ（1950年-1975年）
- ヤロスラフ・クロムホルツ（1976年-1978年）
- フランティシェック・ワイナール（1979年-1985年）
- ヴラディミール・ヴァーレク（1985年-2011年）
- オンドレイ・レナルト（2011年-2018年）
- アレクサンダー・リープライヒ（2018年-2022年）[8]
- ペトル・ポペルカ（英語版）（2022年- ）[9]

## レコーディング
CD録音はポニーキャニオンやスプラフォン等の主要レーベルから数多くリリースされてきており、中でも自国の作曲家エルヴィン・シュルホフのピアノ協奏曲を収録したCD（ヴァーレク指揮他）は、1996年のカンヌ国際音楽見本市（MIDEM）で音楽批評家賞（カンヌ・クラシック賞）を受賞している。